# اخترشناسی پیاده‌رو

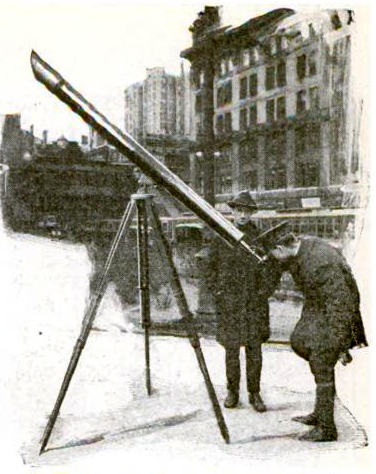
نگاره‌ای کهن از اخترشناسان گوشهٔ خیابان در نیویورک - ۱۹۲۱

اخترشناسی پیاده‌رو یا سایدواک (Sidewalk) به فعالیت تنظیم تلسکوپ در یک مکان شهری بر مبنای سود و یا غیرانتفاعی به‌عنوان سرگرمی و یا برای آموزش عمومی اشاره می‌کند.